# Aeropuerto Municipal de Bismarck
El Aeropuerto Municipal de Bismark (en inglés, Bismarck Municipal Airport) (IATA: BIS, OACI: KBIS, FAA LID: BIS), es un aeropuerto público situado a 5 kilómetros al sureste del distrito financiero de Bismarck, la capital del estado de Dakota del Norte, en los Estados Unidos de América. El Plan Nacional de Sistemas Aeroportuarios Integrados 2011-2015 lo categorizó como un aeropuerto de servicio comercial primario.

## Instalaciones
El Aeropuerto Municipal de Bismarck cubre 981 ha (2,425 acres) a una altidud de 506 m (1661 pies). Tiene dos pistas, ambas de asfalto: la 13/31 mide 2680 x 46 m (8794 por 150 pies) y la 3/21 mide 2012 x 30 m (6600 por 100 pies).
En el año que finalizó el 31 de diciembre de 2020, el aeropuerto tuvo 28,004 operaciones de aeronaves, un promedio de 77 por día. En ese momento, 93 aeronaves tenían base en el aeropuerto: 49 aeronaves monomotor, 16 aeronaves multimotor, 15 aeronaves militares, 11 aviones a reacción y 2 helicópteros.

## Aerolíneas y destinos

### Pasajeros
| Aerolíneas       | Destinos                          |
| ---------------- | --------------------------------- |
| Allegiant Air    | Las Vegas, Phoenix/Mesa           |
| American Eagle   | Chicago–O'Hare, Dallas/Fort Worth |
| Delta Air Lines  | Mineápolis/St. Paul               |
| Delta Connection | Mineápolis/St. Paul               |
| United Express   | Denver                            |

### Carga
| Aerolíneas         | Destinos           |
| ------------------ | ------------------ |
| Alpine Air Express | Fargo              |
| Encore Air Cargo   | Fargo, Sioux Falls |
| FedEx Feeder       | Fargo              |

## Estadísticas

### Tráfico anual
|      | Pasajeros | Cambio respecto año anterior |
| ---- | --------- | ---------------------------- |
| 2014 | 492,000   | -                            |
| 2015 | 523,000   | 6.30%                        |
| 2016 | 544,000   | 4.02%                        |
| 2017 | 545,000   | 0.18%                        |
| 2018 | 563,000   | 3.30%                        |
| 2019 | 618,000   | 9.77%                        |
| 2020 | 303,000   | 50.97%                       |
| 2021 | 427,000   | 40.92%                       |
| 2022 | 481,000   | 12.64%                       |
| 2023 | 513,000   | 6.65%                        |
| 2024 | 586,000   | 14.23%                       |